# Hopea nutans
Hopea nutans là loài cây gỗ lớn trong rừng mưa nhiệt đới của họ Dầu. Phân bố tự nhiên của nó ở bán đảo Mã Lai và vùng đảo Borneo. Người ta đã ghi nhân thân gỗ lớn nhất của loài này cao tới 82,8 m tại Vườn quốc gia đồi Tawau, ở Sabah trên đảo Borneo.